# Ahmed Cemal Eringen
Ahmet Cemal Eringen (né à Césarée, en Turquie, le 15 février 1921 – mort à Princeton le 7 décembre 2009,) est un chercheur américain d'origine turque qui s'est consacré aux théories micropolaires des milieux continus. Professeur à Princeton, il est le fondateur de la Society of Engineering Science. La Médaille Eringen a été créée en son honneur.

## Éducation
Eringen a étudié à l'université technique d'Istanbul (1943). Il a travaillé pour Turkish Aircraft jusqu'en 1944, puis comme stagiaire chez Glenn L. Martin Company et a été promu chef de département de la Turkish Air League Company. Il a repris ses études au université polytechnique de New York, obtenant un doctorat de mécanique appliquée en 1948, sous la direction de Nicholas Hoff.

## Carrière académique
Successivement professeur adjoint de l’Illinois Institute of Technology (1948), professeur associé (1953) puis professeur titulaire de l’Université Purdue (1955), il a été nommé en 1966 professeur d'aéronautique et de génie mécanique à Princeton University, puis professeur de mécanique  des milieux continus du département de génie civil et de géologie minière et du département de mathématiques appliquées de Princeton. Il a pris sa retraite en 1991 comme doyen de l'Ecole d'ingénieurs de Princeton University. Eringen était marié depuis 1949 et père de quatre enfants.
Ses recherches, de caractère théorique, ont porté sur la formalisation des phénomènes électrostrictifs et piézoélectriques en  mécanique  des milieux continus, et les grandes déformations des solides viscoélastiques.
Récipiendaire du Distinguished Service Award (1973), président de la Society of Engineering Science (1963-1973), il a été nommé Docteur honoris causa de l'Université de Glasgow (1981).

## Œuvres
- Nonlocal Continuum Field Theories, Springer Verlag, 2002
- Microcontinuum Field Theories, volume 1, Springer Verlag, 1999
- Microcontinuum Field Theories II Fluent Media 1st Edition, Springer 2001
- (en coll. avec Erhan Kıral), Constitutive Equations of Nonlinear Electromagnetic-Elastic Crystals, Springer Verlag, 1990
- (en coll. avec Gérard Maugin|), Electrodynamics of Continua, 2 volumes, Springer Verlag, 1989
- Continuum Physics (Editor): Continuum Physics, 4 volumes, Academic Press, 1974-1976
- (en coll. avec Erdoğan S. Suhubi), Elastodynamics, volume 1, Academic Press, 1974-1975
- (en coll. avec Erdoğan S. Suhubi), Elastodynamics: Linear Theory volume 2, Academic Press, 1974-1975
- Foundations of Micropolar Thermoelasticity: Course held at the Department for Mechanics of Deformable Bodies July 1970 (CISM International Centre for Mechanical Sciences) 1970th Edition
- Theory of Micropolar Elasticity in Microcontinuum Field Theories, Springer Verlag, 1970
- Mechanics of Continua, Wiley, 1967
- Nonlinear Theory of Continuous Media, McGraw Hill, 1962
- (en coll. avec Roy C. Dixon), A dynamical theory of polar elastic dielectrics, 1964